# Musées de la Vallée d'Aoste
Liste par ordre alphabétique des musées de la région autonome Vallée d'Aoste.

## À Aoste
- Musée archéologique régional de la Vallée d'Aoste ;
- Musée du trésor de la cathédrale ;
- Musée du trésor de la collégiale de Saint-Ours ;
- Site mégalithique de Saint-Martin-de-Corléans ;
- Musée de l'École militaire alpine[1], au château Jocteau ;
- Musée Manzetti, au Centre Saint-Bénin.

## Autres musées
- Maison du carnaval de la Combe froide (en patois allençois, Mèizoùn di carnaval de la Coumba frèida), à Allein ;
- Musée d'art sacré d'Ayas, Champoluc et Antagnod, à Antagnod ;
- Exposition Li tsacolé d'Ayas dédiée aux sabotiers ayassins, à Antagnod ;
- Maison de Mosse, à Avise (hameau Runaz) ;
- Musée des Alpes, au fort de Bard ;
- Écomusée de la châtaigne, à Bard ;
- Géosite archéologique Archéoparc, à Bard ;
- Centre de documentation « Joseph Herbet », Musée de la mine de la Chamoursière, à Brusson ;
- Musée municipal de Champdepraz, à Champdepraz (loc. chef-lieu, 44) ;
- Centre des visiteurs du Parc naturel du Mont-Avic, à Champdepraz (loc. Chevrère, village Covarey) ;
- Écomusée du chanvre, à Champorcher (loc. Chardonney) ;
- MAIN - Maison de l'artisanat international, à Gignod ;
- Musée régional d'art moderne, au château baron Gamba (Châtillon) ;
- Musée du miel, dans l'ancien hôtel Londres, à Châtillon ;
- Centre des visiteurs du Parc national du Grand-Paradis, à Cogne (village minier) ;
- Musée régional des mines de Cogne, à Cogne (village minier) ;
- Musée ethnographique Maison Gérard-Dayné, à Cogne (rue Sonville) ;
- Musée de la dentelle de Cogne (en patois cognein, Meison di pitz), à Cogne (rue César-Emmanuel Grappein) ;
- Exposition permanente du sculpteur Dorino Ouvrier, à Cogne (rue César-Emmanuel Grappein) ;
- Musée alpin Duc des Abruzzes, à Courmayeur (2, route du Villair) ;
- Écomusée de la laiterie de Tréby, à Donnas ;
- Musée de la vigne et du vin, à Donnas ;
- Musée de l'Alpin, à Doues ;
- Centre d'études abbé Joseph-Marie Trèves, à Émarèse (hameau Érésaz) ;
- Exposition À Étroubles avant toit sont passés..., à Étroubles ;
- Centrale Bertin, à Étroubles ;
- Musée de l'artisanat valdôtain de tradition, à Fénis (hameau Chez-Sapin, 86) ;
- Écomusée de la moyenne montagne, à Fontainemore (localité Pra-dou-Sas) ;
- Centre des visiteurs de la réserve naturelle du mont Mars, à Fontainemore ;
- Musée de l'Académie Saint-Anselme, à Gressan ;
- Maison de Gargantua, à Gressan ;
- Musée régional de la faune alpine « Beck-Peccoz », à Gressoney-Saint-Jean (hameau Predeloasch) ;
- Centre culturel walser (Walser Kulturzentrum), à Gressoney-Saint-Jean ;
- Musée paroissial de l'église Saint-Jean, à Gressoney-Saint-Jean ;
- Écomusée Walser, à Gressoney-La-Trinité (hameau Tache) ;
- Maison-musée Jean-Paul II, à Introd (localité Les Combes d'Introd) ;
- Maison Bruil (Maison de l'alimentation), à Introd ;
- Maison des anciens remèdes, à Jovençan ;
- Maison-musée Plassier, à La Salle ;
- Musée ethnographique « L'homme et la pente », à La Salle ;
- Musée paroissial de l'église Saint-Cassien, à La Salle ;
- Maison-musée Berton, à La Thuile ;
- Musée du hérisson, à Lillianes ;
- Sentier des moulins, à La Magdeleine ;
- Musée de l'église Notre-Dame, à Morgex ;
- L'Observatoire astronomique de la Vallée d'Aoste, à Lignan (dans le vallon de Saint-Barthélemy) à Nus ;
- Musée de la résistance « Brigade Lys », à Perloz ;
- Exposition L'école d'autrefois, à Perloz ;
- Exposition Sculptures en plein air, au village Chemp (Perloz) ;
- Musée du Pont Saint-Martin à Pont-Saint-Martin ;
- Musée de numismatique et de minéralogie, à Rhêmes-Notre-Dame ;
- Exposition L'homme et la pente, à La Salle ;
- Musée « Jean-Baptiste Cerlogne », à Saint-Nicolas (localité La Cure) ;
- Le Centre d'études francoprovençales « René Willien » (CEFP), à Saint-Nicolas (hameau Fossaz-dessus) ;
- Le Musée Joseph Gerbore et exposition L'époque des pionniers, à Saint-Nicolas (hameau Lyveroulaz) ;
- Le musée régional des sciences naturelles, à Saint-Pierre (Château de Saint-Pierre, hameau Tâche) ;
- Herbier historique des chanoines du Mont-Joux, à Saint-Oyen (64, rue du Grand-Saint-Bernard) ;
- Musée de minéralogie et de paléontologie, à Saint-Vincent (rue Émile Chanoux) ;
- Musée du château royal de chasse, à Sarre (Château royal de Sarre) ;
- Musée de la Mine de l'argent, à La Thuile (Maison Debernard) ;
- Biblio-musée de la bande dessinée, à Morgex ;
- Exposition L'école d'autrefois, dans la maison communale de Perloz ;
- Musée de la résistance Brigade Lys, dans la maison communale de Perloz ;
- Musée ethnographique du Petit-Monde, à Torgnon (hameau Triatel) ;
- Musée du drap de Valgrisenche (coopérative Les tisserands), à Valgrisenche ;
- Musée de la fontine, à Valpelline ;
- Musée de la résistance, à Valpelline ;
- Centre des visiteurs du Parc national du Grand-Paradis, à Valsavarenche (hameau Dégioz) ;
  - Musée de la Résistance - centre de documentation « Émile Chanoux », à Valsavarenche (hameau Rovenaud) ;
- Maison de l'alpage, à Valtournenche ;
  - Musée des guides du Cervin (Cabane Louis-Amédée de Savoie), au Breuil (Place des guides) ;
  - Exposition Une montagne de travail, au Plateau Rosa ;
- Centrale hydro-électrique de Champagne 1, à Villeneuve ;